# Richard Tom
Richard Wah Sung Tom, detto Rich (Canton, 8 novembre 1920 – ʻĀina Haina, 20 febbraio 2007), è stato un sollevatore cinese naturalizzato statunitense.

## Biografia
La sua famiglia era originaria di Canton e si trasferì alle Hawaii quando Tom era un ragazzo. È stato il primo atleta di origine cinese a competere alle Olimpiadi per gli Stati Uniti d'America. Tom è stato anche un veterano della seconda guerra mondiale nell'esercito degli Stati Uniti.

## Carriera
Nel 1947 vinse la medaglia d'argento ai campionati mondiali di sollevamento pesi di Filadelfia nei pesi gallo e l'anno successivo vinse, nella stessa categoria, la medaglia di bronzo alle Olimpiadi di Londra 1948.